# Društvena mreža
 Ovo je glavno značenje pojma Društvena mreža. Za druga značenja pogledajte Društvena mreža (2010.).
Društvena mreža je vrsta internetske usluge, koji se najčešće javlja u obliku platforme, prozora ili web-stranice. To je internetski prostor, koji služi za međusobno povezivanje korisnika. Danas postoje stotine ovakvih servisa, a među najpoznatijima su: Facebook, Twitter, Instagram i YouTube.

## Povijest
Prvi oblici društvenih mreža javljaju se 90.-ih godina 20. stoljeća. Kod nekih je razgovor dozvoljen samo preko registracije, dok je kod drugih potreban samo nadimak (eng. nickname). U takvim sobama, obično postoji lista sa strane, gdje korisnik može vidjeti sve druge aktivne korisnike u tom trenutku. Na donjem dijelu ekrana, nalazi se mjesto, gdje korisnik piše poruke. Jedan od primjera društvenog servisa je IRC, koji je stekao veliku popularnost, upravo zbog svoje jednostavnosti, tj. lakog pristupa. Ipak, najveći značaj stekao je e-mail, koji je i danas jedan od najkorištenijih usluga društvenih mreža. Servisi društvenih mreža stalno se poboljšavaju, dajući nove mogućnosti korisnicima. Pojavljuju se i nove društvene mreže s novim mogućnostima. Ovakve mreže, pored prvobitne uloge komunikacije, imaju i ulogu marketinga, promovirajući druge web-stranice i niz različitih usluga. 
Korisnici ne mogu komunicirati sa svim članovima koji se nalaze na mreži, već mogu isključivo s kontaktima (engl. contacts). Osim standarnog načina, korisnici mogu komunicirati preko video snimki, što olakšava komunikaciju. Takav tip komunikacije može biti između dva ili više korisnika. Među najpopularnijim modernim sustavima za komunikaciju na internetu su: Facebook, Twitter, YouTube, Instagram, Skype i dr.

## Kritika
Korisnici ostavljaju neke osobne podatke na društvenim mrežama, pa može doći do zlouporabe tih podataka. Ponekad ima hakerskih upada. Najčešće žrtve društvenih mreža obično su maloljetnici. Zbog toga, mnoge društvene mreže imaju zaštitu i kontrolu sadržaja.
Društvena mreža se pored klasičnih medija zlouporabiju kao sredstva za propagandu ili dezinformaciju kao varijante hibridnog ratovanja.